# Giovanni Sigifredo di Eggenberg
Giovanni Sigifredo di Eggenberg, IV principe di Eggenberg, noto anche come Giovanni IV (Praga, 13 agosto 1644 – Graz, 5 novembre 1713), fu principe di Eggenberg dal 1710 fino alla sua morte.

## Biografia

### I primi anni
Giovanni Sigifrido nacque a Praga nel 1644, figlio secondogenito di Giovanni Antonio I di Eggenberg, II principe di Eggenberg, e di sua moglie, la margravia Anna Maria di Brandeburgo-Bayreuth. Per parte di madre era imparentato coi duchi di Prussia. Era fratello minore del principe Giovanni Cristiano I di Eggenberg.
Alla morte improvvisa di Giovanni Antonio I nel 1649, Giovanni Sigifrido dovette affrontare una situazione complessa per l'eredità del genitore che, in assenza di un testamento, lo costrinse a dividere parte dei propri poteri e dei propri possedimenti col fratello Giovanni Cristiano, pur permanendo la tutela generale di sua madre su entrambi i figli.
Nel 1660 col fratello maggiore intraprese un grand tour in Europa col fratello che toccò tappe importanti come la Germania, la Francia, la Spagna, la Svizzera e l'Italia dove venne ricevuto a Roma da papa Alessandro VII.

### La divisione dell'eredità paterna
Dopo il ritorno dal viaggio intrapreso, nel 1663 i due fratelli avevano ormai raggiunto l'età necessaria per poter essere dichiarati maggiorenni, ma la soluzione dell'eredità paterna fu tutt'altro che semplice. Giovanni Sigifredo, però, supportato da sua madre, riteneva ingiusto perdere il diritto al principato in mancanza di un testamento chiaro di suo padre. Fu così che dopo molte pressioni da più parti, nel 1665 i due fratelli addivennero ad un accordo secondo il quale i beni della famiglia sarebbero stati ripartiti equamente tra i due: Giovanni Cristiano avrebbe ricevuto i domini in Boemia mentre Giovanni Sigifredo quello in Stiria e Carniola. Le dispute col fratello continuarono per altri sette anni quando infine intervenne l'imperatore che decise di assegnare anche la reggenza della contea principesca di Gradisca al solo principe Giovanni Cristiano, il che gli consentiva a tutti gli effetti di sedere al Reichstag. Nel 1672, infine, Giovanni Sigifredo ottenne una compensazione in denaro per i diritti perduti, ma pretese comunque formalmente di condividerne la reggenza della contea principesca di Gradisca, di cui ottenne la metà dei profitti.
Si ritirò quindi nel castello Eggenberg a Graz ed iniziò a ristrutturare completamente la struttura: in soli 7 anni fece realizzare oltre 600 dipinti nelle stanze più rappresentative dell'edificio e rimodellò completamente il parco del castello. Nel 1678 chiamò Hans Adam Weissenkircher a dipingene il salone principale e tra il 1684 ed il 1685 fece completare le decorazioni del salone d'onore, detto Planetarium. Tutte queste spese, ad ogni modo, furono molto meno oculate di quelle fatte da suo fratello in Boemia ed in cinquant'anni di dominio su tali terre rischiò più volte il fallimento, venendo costretto a vendere gran parte dei beni di famiglia, salvandosi solo grazie ai contatti con la corte imperiale di Vienna.
Nel 1673 al castello ospitò anche la consorte dell'imperatore Leopoldo I della quale curò particolarmente la festa nuziale
Nel 1697 venne creato cavaliere dell'Ordine del Toson d'oro.
La morte di suo fratello Giovanni Cristiano I significò per Giovanni Sigifrido anche la fine delle sue sofferenze finanziarie. Giovanni Cristiano I infatti morì nel 1710 senza lasciare eredi dal suo matrimonio e pertanto i suoi titoli ed i suoi possedimenti vennero riuniti nelle mani del fratello minore, con l'unica clausola di consentire alla principessa vedova Maria Ernestina di rimanere al castello di Český Krumlov a vita, residenza che poi sarebbe integralmente tornata nelle mani di Giovanni Sigifredo e della sua discendenza alla morte di questa.
Giovanni Sigifredo però non riuscì a godere per molto di questa situazione a lui favorevole e morì appena tre anni dopo suo fratello, il 5 novembre 1713, a Graz. Le sue spoglie vennero successivamente sepolte nel monastero dei minoriti della città dove si trovava la tomba della sua famiglia.

## Matrimonio e figli
Il 4 novembre 1666 Giovanni Sigifrido sposò la principessa Eleonora del Liechtenstein (1647 - 1704), figlia del principe Carlo Eusebio del Liechtenstein e di sua moglie, la principessa Johanna Beatrix von Dietrichstein. La coppia ebbe i seguenti figli:
- Giovanni Antonio II (1669-1716), che sposò la contessa Maria Carolina di Sternberg (1670-1754);
- Leopoldo Giovanni Giuseppe Domenico (nato e morto nel 1675).

Alla morte della prima moglie, avvenuta nel 1704, si risposò il 12 luglio di quello stesso anno con la contessa Margarethe Maria Antonia von Orsini und Rosenberg (1690-1715), figlia del conte Wolfgang Andreas von Orsini-Rosenberg e di sua moglie, la contessa Ernestine von Montecuccoli. La coppia ebbe una figlia:
- Maria Giuseppa Amalia Antonia (1709-1755), che sposò nel 1724 il conte Johann Wilhelm von Sinzendorf und Thannhausen (1697-1766)

## Albero genealogico
|                                                            |                                 |                                     | Genitori                         |  |  | Nonni |  |  | Bisnonni                                     |  |  | Trisnonni             |  |
|                                                            |                                 |                                     |                                  |  |  |       |  |  | Sigfredo di Eggenberg, signore di Erbersdorf |  |  | Wolfgang di Eggenberg |  |
|                                                            |                                 |                                     |                                  |  |  |       |  |  | Sigfredo di Eggenberg, signore di Erbersdorf |  |  | Wolfgang di Eggenberg |  |
|                                                            |                                 | Ursula Sibylla Panichar             |                                  |  |  |       |  |  | Sigfredo di Eggenberg, signore di Erbersdorf |  |  |                       |  |
| Giovanni Ulrico di Eggenberg, I principe di Eggenberg      |                                 |                                     |                                  |  |  |       |  |  | Sigfredo di Eggenberg, signore di Erbersdorf |  |  |                       |  |
|                                                            |                                 | Anna Benigna Galler von Schwanberg  | Sigmund Galler von Schwanberg    |  |  |       |  |  |                                              |  |  |                       |  |
|                                                            |                                 | Anna Benigna Galler von Schwanberg  | Sigmund Galler von Schwanberg    |  |  |       |  |  |                                              |  |  |                       |  |
|                                                            |                                 | Anna Benigna Galler von Schwanberg  | Anna von Herberstein             |  |  |       |  |  |                                              |  |  |                       |  |
| Giovanni Antonio I di Eggenberg, II principe di Eggenberg  |                                 | Anna Benigna Galler von Schwanberg  |                                  |  |  |       |  |  |                                              |  |  |                       |  |
|                                                            |                                 | Konrad von Thannhausen              | Balthasar III von Thannhausen    |  |  |       |  |  |                                              |  |  |                       |  |
|                                                            |                                 | Konrad von Thannhausen              | Balthasar III von Thannhausen    |  |  |       |  |  |                                              |  |  |                       |  |
|                                                            |                                 | Konrad von Thannhausen              | Euphrosyna von Apffenthal        |  |  |       |  |  |                                              |  |  |                       |  |
| Maria Sidonia von Thannhausen                              |                                 | Konrad von Thannhausen              |                                  |  |  |       |  |  |                                              |  |  |                       |  |
|                                                            |                                 | Barbara Dorothea von Teuffenbach    | Johann von Teuffenbach           |  |  |       |  |  |                                              |  |  |                       |  |
|                                                            |                                 | Barbara Dorothea von Teuffenbach    | Johann von Teuffenbach           |  |  |       |  |  |                                              |  |  |                       |  |
|                                                            |                                 | Barbara Dorothea von Teuffenbach    | Marta von Windisch-Graetz        |  |  |       |  |  |                                              |  |  |                       |  |
| Giovanni Sgifredo I di Eggenberg, IV principe di Eggenberg |                                 | Barbara Dorothea von Teuffenbach    |                                  |  |  |       |  |  |                                              |  |  |                       |  |
|                                                            | Giovanni Giorgio di Brandeburgo | Gioacchino II di Brandeburgo        |                                  |  |  |       |  |  |                                              |  |  |                       |  |
|                                                            | Giovanni Giorgio di Brandeburgo | Gioacchino II di Brandeburgo        |                                  |  |  |       |  |  |                                              |  |  |                       |  |
|                                                            | Giovanni Giorgio di Brandeburgo | Maddalena di Sassonia               |                                  |  |  |       |  |  |                                              |  |  |                       |  |
| Cristiano di Brandeburgo-Bayreuth                          | Giovanni Giorgio di Brandeburgo |                                     |                                  |  |  |       |  |  |                                              |  |  |                       |  |
|                                                            |                                 | Elisabetta di Anhalt-Zerbst         | Gioacchino Ernesto di Anhalt     |  |  |       |  |  |                                              |  |  |                       |  |
|                                                            |                                 | Elisabetta di Anhalt-Zerbst         | Gioacchino Ernesto di Anhalt     |  |  |       |  |  |                                              |  |  |                       |  |
|                                                            |                                 | Elisabetta di Anhalt-Zerbst         | Agnese di Barby                  |  |  |       |  |  |                                              |  |  |                       |  |
| Anna Maria di Brandeburgo-Bayreuth                         |                                 | Elisabetta di Anhalt-Zerbst         |                                  |  |  |       |  |  |                                              |  |  |                       |  |
|                                                            |                                 | Alberto Federico di Prussia         | Alberto I di Prussia             |  |  |       |  |  |                                              |  |  |                       |  |
|                                                            |                                 | Alberto Federico di Prussia         | Alberto I di Prussia             |  |  |       |  |  |                                              |  |  |                       |  |
|                                                            |                                 | Alberto Federico di Prussia         | Anna Maria di Brunswick-Lüneburg |  |  |       |  |  |                                              |  |  |                       |  |
| Maria di Hohenzollern                                      |                                 | Alberto Federico di Prussia         |                                  |  |  |       |  |  |                                              |  |  |                       |  |
|                                                            |                                 | Maria Eleonora di Jülich-Kleve-Berg | Guglielmo di Jülich-Kleve-Berg   |  |  |       |  |  |                                              |  |  |                       |  |
|                                                            |                                 | Maria Eleonora di Jülich-Kleve-Berg | Guglielmo di Jülich-Kleve-Berg   |  |  |       |  |  |                                              |  |  |                       |  |
|                                                            |                                 | Maria Eleonora di Jülich-Kleve-Berg | Maria d'Austria                  |  |  |       |  |  |                                              |  |  |                       |  |
|                                                            |                                 | Maria Eleonora di Jülich-Kleve-Berg |                                  |  |  |       |  |  |                                              |  |  |                       |  |